# Ján Gronský
Ján Gronský (25. května 1928, Likavka – 16. prosince 2023) byl český a slovenský ústavní právník a vysokoškolský pedagog.

## Život
Jeho otec pocházel z židovské rodiny, přesto z náboženské obce v roce 1928 vystoupil. Ján tudíž vyrůstal v bigotním katolickém prostředí. Během gymnaziálních studií za 2. světové války působil v řadách protifašistické studentské organizace, po jejím prozrazení byl nucen i se sourozenci uprchnout do horthyovského Maďarska. Nejprve se stal nuceným členem ruského pluku, později přešel ke 4. brigádě 1. československého armádního sboru. Po válce vstoupil do komunistické strany.
Matka a babička zahynuly v koncentračním táboře Ravensbrück, otec Jána Gronského po válce emigroval do Anglie. Gronský podepsal spolupráci s StB, aby se mu podařilo vycestoval a setkat se s ním. Měl ho přesvědčit k informační spolupráci, což otec odmítl. V červenci 1968 emigroval Ján Gronský už samostatně přes Rakousko a Itálii do Anglie. Zde ovšem dlouho nezůstal a vrátil se domů. Byl vyloučen ze strany, místo vysokoškolského pedagoga si ale udržel.
V roce 1952 absolvoval obory veřejná správa a národní hospodářství na Vysoké škole politické a sociální v Praze (Ing.). Od roku 1966 byl docentem ústavního práva (kvalifikační práce Problémy polského volebního systému). Patřil k nejstarším učitelům Právnické fakulty Univerzity Karlovy v Praze nejen věkem, ale délkou aktivní činnosti (v roce 1952 byl jmenován odborným asistentem). Je znám především vynikajícími pedagogickými schopnostmi a tím, že po celou dobu působení na škole mluvil a přednášel ve slovenštině, respektive v půvabné směsi slovenštiny a češtiny. Veškerá jeho stěžejní písemná díla jsou nicméně psána a publikována v češtině. Vyučoval předměty Ústavní právo a Vývoj československého ústavního a politického systému, který učil až do svých 91 let.
Roku 2008 obdržel Medaili Právnické fakulty. K jeho osmdesátým narozeninám vydalo nakladatelství Aleš Čeněk publikaci Pocta Jánu Gronskému s celým životopisem. Byl dvakrát vyznamenán a stal se čestným členem Svazu důstojníků a rotmistrů Armády ČR. Zemřel 16. prosince 2023 ve věku 95 let.

## Dílo
- Dokumenty k ústavnímu vývoji Československa I, II/A a II/B (s Jiřím Hřebejkem). Karolinum, Praha 2002–2004.